# Friedrich Wessely (Chemiker)
Friedrich Wessely von Karnegg (* 3. August 1897 in Kirchberg am Wagram, Niederösterreich; † 15. Dezember 1967, nach anderen Quellen 16. oder 17. Dezember, in Wien) war ein österreichischer Chemiker.

## Leben
Friedrich Wessely studierte an der Universität Wien und habilitierte sich 1929. Im Jahr 1948 wurde er Leiter des II. Chemischen Instituts dieser Universität. In seiner Forschungsarbeit konzentrierte er sich auf die Organische Chemie und speziell die Naturstoffchemie. Wessely war Mitglied der Österreichischen Akademie der Wissenschaften, der Akademie von New York, Bologna und der Deutschen Akademie in Halle. 1962 wurde er zum Mitglied der Deutschen Akademie der Naturforscher Leopoldina gewählt. Er war Mitherausgeber der Monatshefte für Chemie und gehörte dem Österreichischen Patentgerichtshof an. 1965 wurde er mit dem Erwin Schrödinger-Preis ausgezeichnet.